# Henry Gabrielle
Pour les articles homonymes, voir Gabrielle.
Henry Gabrielle, né le 5 septembre 1887 à Caubiac dans la Haute-Garonne et mort le 16 avril 1968 à Lyon, est un médecin militaire français et administrateur des Hospices civils de Lyon.
Il est enterré à Beynost, ville dont il a été maire de 1945 à 1965.

## Hommages
L'hôpital Henry-Gabrielle à Saint-Genis-Laval, centre de médecine de rééducation fonctionnelle et réadaptation dépendant des hospices civils de Lyon, porte son nom, ainsi que l'arrêt de bus des transports en commun lyonnais qui dessert le site.
La promotion 2007 de l'école du service de santé des armées de Lyon-Bron, se nomme « Médecin Inspecteur Général Henry Gabrielle ».